# Janeek Brown
Janeek Brown (* 14. Mai 1998 in Kingston) ist eine jamaikanische Hürdenläuferin, die sich auf den 100-Meter-Hürdenlauf spezialisiert hat.

## Sportliche Laufbahn
Erste internationale Erfahrungen sammelte Janeek Brown bei den CARIFTA Games 2013 in Nassau, bei denen sie in 14,30 s die Silbermedaille über 100 m Hürden in der U17-Altersklasse gewann und mit der jamaikanischen 4-mal-100-Meter-Staffel in 45,62 s die Goldmedaille gewann. Im Jahr darauf siegte sie bei den CARIFTA Games in Fort-de-France in 13,48 s über 100 m Hürden in der U18-Altersklasse und im Juli gewann sie bei den CAC-Jugendmeisterschaften in Morelia in 13,92 s die Bronzemedaille. Daraufhin nahm sie an den Olympischen Jugendspielen in Nanjing teil und belegte dort in 13,91 s den sechsten Platz. Bei den CARIFTA Games 2015 in Basseterre verteidigte sie in 13,29 s ihren Titel in der U18-Altersklasse und siegte in 45,33 s auch im Staffelbewerb. Anschließend schied sie bei den Jugendweltmeisterschaften in Cali mit 13,62 s im Halbfinale aus. 2017 gewann sie bei den CARIFTA Games in Willemstad in 13,49 s die Silbermedaille in der U20-Altersklasse und anschließend belegte sie bei den Panamerikanischen U20-Meisterschaften in Trujillo in 13,99 s den achten Platz. Zudem begann sie im selben Jahr ein Studium an der University of Arkansas in den Vereinigten Staaten. 2019 wurde sie NCAA-Collegemeisterin über 100 m Hürden und im selben Jahr belegte sie bei den Weltmeisterschaften in Doha in 12,88 s im Finale den siebten Platz. 2024 nahm sie nach mehreren Jahren ohne nennenswerte Wettkämpfe an den Olympischen Sommerspielen in Paris teil und schied dort mit 12,92 s im Halbfinale aus.

## Persönliche Bestzeiten
- 100 Meter: 11,29 s (+1,3 m/s), 24. April 2021 in Miami
  - 60 Meter (Halle): 7,27 s, 22. Februar 2019 in Fayetteville
- 200 Meter: 22,40 s (+1,3 m/s), 8. Juni 2019 in Austin
  - 200 Meter (Halle): 23,26 s, 21. Februar 2020 in Fayetteville
- 100 m Hürden: 12,40 s (+0,6 m/s), 8. Juni 2019 in Austin
  - 60 m Hürden (Halle): 7,95 s, 8. Februar 2019 in Fayetteville